# Isla El Venado, Tamaulipas
Isla El Venado är en ö i Mexiko. Den ligger i delstaten Tamaulipas, i den nordöstra delen av landet. Arean är 1,5 kvadratkilometer.